# 土木工程師學會
英國土木工程師學會（英文：Institution of Civil Engineers，縮寫：ICE）於1818年成立，為專業學會土木工程機構，學術性非牟利組織，成員為個體土木工程師，分佈於過百國家，約8萬人。 目前它已獲英國工程委員會（Engineering Council UK）授權以評估候選工程人員，以考核能否將其列入 ECUK 的註冊專業工程師中的一員。

## 期刊
會刊《Proceedings of the ICE》系列於1836年開始出版，內容包括土木工程研究和實務領域。

## 參閱
- 工程倫理

## 外部連結
- www.ice.org.uk （页面存档备份，存于）